# Луна 1970А
Луна 1970А (също Луна Е-8-5 № 405) е пети съветски опит за изстрелване на сонда към Луната, която да се превърне в първия автоматичен апарат кацнал меко на Луната, събрал и върнал на Земята проби от лунната почва и скални образци. Поради проблем с ракетата-носител сондата не излиза в орбита.

## Полет
Стартът е даден на 6 февруари 1970 г. от космодрума Байконур в Казахска ССР с ракета-носител „Протон“. Работата на двигателите на първата степен е прекратена от дефектен датчик за налягане 128 секунди след старта. Ракетата и апарата се разбиват на Земята.